# N.O.R.E. (album)
N.O.R.E. è l'album di debutto del rapper statunitense Noreaga, pubblicato il 7 luglio del 1998 e distribuito da Tommy Boy Records e Penalty, sotto etichetta della Warner, per i mercati di Stati Uniti, Regno Unito, Europa e Australia. In UK la commercializzazione è partecipata con Thugged Out Entertainment, mentre nel mercato australiano la distribuzione è condivisa con un'altra filiale della Warner, Liberation Records.
L'album vede la collaborazione di molti artisti di spicco del panorama hip hop quali Nas, Jadakiss, Styles P, Big Pun, Cam'ron, Kid Capri, Nature, Kool G Rap e Busta Rhymes, mentre alle produzioni si alternano, tra gli altri, anche Swizz Beatz, Dame Grease, i Trackmasters, L.E.S., The Neptunes e Marley Marl.
Il singolo omonimo estratto dall'album è incluso nel videogioco ambientato nel 1998 Grand Theft Auto: Liberty City Stories.
N.O.R.E. raggiunge il terzo posto nella Billboard 200 e il primo tra gli album R&B/hip hop, ottenendo un ottimo successo commerciale. Stephen Thomas Erlewine, critico di AllMusic, pur assegnandogli quattro stelle su cinque, scrive che Noreaga delude le aspettative dopo il debutto con Capone in The War Report (1997), consegnando semplicemente un «buon lavoro», non eccelso. Secondo Steve Juon di RapReviews, Noreaga porta la vanteria a un altro livello e il singolo Superthug lancia la carriera dei Neptunes come produttori.
| Recensione | Giudizio |
| ---------- | -------- |
| AllMusic   | [ 1 ]    |

## Tracce
1. The Jump Off – 0:54
2. Banned from T.V. (featuring Nature, Cam'ron, Styles P, Jadakiss & Big Pun) – 5:11 (musica: Swizz Beatz)
3. I Love My Life (featuring Carl Thomas) – 4:36 (musica: EZ Elpee)
4. N.O.R.E. – 3:14 (musica: Trackmasters)
5. Hed Interlude – 1:00
6. Hed (featuring Nature) – 4:48 (musica: Trackmasters)
7. It's Not a Game (featuring Maze & Musolini) – 3:12 (musica: SPK)
8. Fiesta (featuring Kid Capri) – 3:35 (musica: Trackmasters)
9. 40 Island (featuring Kool G Rap & Musolini) – 4:35 (musica: Marley Marl)
10. The Way We Live (featuring Chico DeBarge) – 5:09 (musica: L.E.S.)
11. Animal Thug Interlude – 1:41
12. The Change – 3:32 (musica: Kurt Gowdy)
13. Superthug – 5:00 (musica: The Neptunes)
14. Da Story (featuring Maze) – 4:43 (musica: L.E.S.)
15. Mathematics (Esta Loca) – 3:23 (musica: DJ Clue?, Duro)
16. The Assignment (featuring Busta Rhymes, Spliff Star & Maze) – 4:22 (musica: Nashiem Myrick, Jay "Waxx" Garfield)
17. Body in the Trunk (featuring Nas) – 3:49 (musica: Dame Grease)
18. One Love – 5:13 (musica: Poke)
19. Outro – 1:01

Durata totale: 68:58

## Classifiche

### Classifiche settimanali
| Classifica (1998)         | Posizione massima |
| ------------------------- | ----------------- |
| Stati Uniti               | 3                 |
| Canada                    | 19                |
| US Top R&B/Hip-Hop Albums | 1                 |

### Classifiche di fine anno
| Classifica (1998)         | Posizione massima |
| ------------------------- | ----------------- |
| Stati Uniti               | 131               |
| US Top R&B/Hip-Hop Albums | 22                |